# Tasmarubrius
Tasmarubrius là một chi nhện trong họ Amphinectidae. Chúng thường xuất hiện ở Tasmania.

## Các loài
- Tasmarubrius hickmani Davies, 1998
- Tasmarubrius milvinus (Simon, 1903)
- Tasmarubrius pioneer Davies, 1998
- Tasmarubrius tarraleah Davies, 1998
- Tasmarubrius truncus Davies, 1998